# سیارک ۴۹۵۲
سیارک ۴۹۵۲ (به انگلیسی: 4952 Kibeshigemaro، نامگذاری:1990FC1) چهار هزار و نهصد و پنجاه و دومین سیارک کشف شده‌است که در ۲۶ مارس ۱۹۹۰ کشف شد.
قدر مطلق سیارک برابر ۱۱٫۵۰ است.